# Asociación Latinoamericana de Libre Comercio

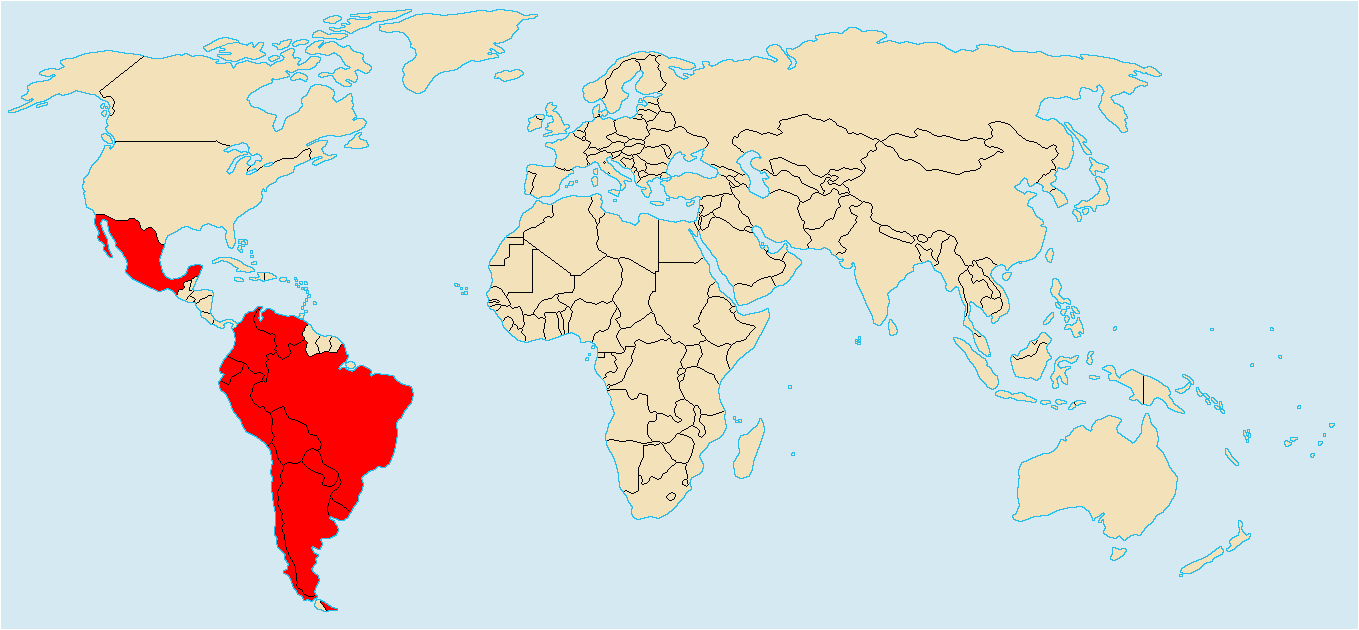
Miembros de la asociación.

La Asociación Latinoamericana de Libre Comercio (ALALC) fue un organismo regional, latinoamericano existente entre 1960-1980. Creado el 18 de febrero de 1960 por el Tratado de Montevideo. Cambiado posteriormente por la ALADI.

## Estados miembros
- Argentina
- Bolivia
- Brasil
- Chile
- Colombia
- Ecuador
- México
- Paraguay
- Perú
- Uruguay
- Venezuela

Según el Tratado de Montevideo, los países firmantes se comprometían a crear una zona de libre comercio que debería estar funcionando en un plazo de 12 años (meta 31 de diciembre de 1972). Por el Protocolo de Caracas (1969) Dicho plazo fue modificado a diez años (meta 31 de diciembre de 1980). Este proceso se efectuaría de una forma gradual por medio de la eliminación de todas las restricciones, cupos y gravámenes al comercio entre los Estados miembros. Para lograrlo se crea un sistema de dos listas negociadas periódicamente:
- Listas Nacionales de cada país: Son las reducciones de gravámenes y restricciones anuales que cada país otorga a los restantes según el principio de nación más favorecido.
- Lista Común: Negociada multilateralmente cada 3 años se refiere a los productos no incluidas en las listas nacionales y sobre los cuales no hay restricciones ni cupos en el comercio de la zona.

## Organismos de la ALALC
- Conferencia de las Partes Contratantes. Es el organismo encargado de velar por el cumplimiento del tratado, convocar las reuniones de negociaciones y designar al secretario del Comité Ejecutivo.
- Comité Ejecutivo Permanente. Encargado de la ejecución del Tratado, efectuar las funciones administrativas, los estudios y propuestas técnicas. Tenía su sede en Montevideo.

## Desarrollo de la ALALC
La ALALC fue la primera propuesta de integración económica latinoamericana para el desarrollo de las naciones. De carácter gradual y asociativa, fue promulgada por Argentina, Brasil y México. Por otra parte en 1969, el Pacto Andino se convierte en una contrapropuesta subregional que busca una integración de países con economías similares (Bolivia, Chile, Colombia, Ecuador y Perú). Cabe aclarar que todos estos países ya hacían parte de la ALALC y que proponen que primero a través de la integración subregional se logrará luego la integración latinoamericana.
Si bien con la ALALC hubo un incremento del comercio regional, que coincide con la crisis del modelo "proteccionista" de industrialización por substitución de importaciones (ISI) y un incremento del comercio entre Europa y EE. UU, así como también coincide con la crisis mundial petrolera de 1973, sus problemas se debieron a una falta de coordinación económica y a la rigidez en los plazos y mecanismos que no permitían otras formas de negociación. Por ejemplo una limitación importante fue solo referirse al intercambio de bienes y no incluir, como si lo fue en el Tratado de Roma del 1957 de la Comunidad Económica Europea, materias como servicios, infraestructura, inversiones extranjeras, políticas agrícolas, balanza de pagos, arancel exterior común u otras posibles pautas de coordinación económica, social o política. 
Sin embargo hay que anotar que ciertas de estas materias son las que en la actualidad se incluyen en los tratados llamados de "tercera generación" y que han sido reveladas como prioritarias desde hace pocos años, en particular a partir de la incidencia de la globalización de capitales financieros, la inversión directa extranjera y la transformación del GATT (que solo se centra en bienes) a la Organización Mundial de Comercio en 1995, quien tiene en cuenta tanto los bienes como servicios, patentes, etc.
Si bien en el Tratado de Roma de 1957 dichas materias estaban incluidas, la falta de gestión para llevarlas a cabo condujeron a una crisis en la construcción Europea que solo pudo ser reparada a través de la firma de un tratado suplementario como el Acta Única Europea de febrero de 1986. En Latinoamérica se siguió, sin quererlo, un proceso similar.
Ante la imposibilidad de cumplir los plazos de creación de la zona de libre comercio (primero en 1972 y luego en 1980), se efectúa una ronda de negociaciones que termina con la firma del Tratado de Montevideo de 1980 que crea la ALADI en reemplazo de la ALALC, en donde todas las concesiones acordadas anteriormente pasan a formar parte del patrimonio histórico del nuevo organismo.